# فتح سانتاری
فتح سانتاری (به انگلیسی: Conquest of Santarém) در ۱۵ مارس ۱۱۴۷ به وقوع پیوست، زمانی که نیروهای پادشاهی پرتغال تحت امر آفونسوی یکم موفق شدند شهر سانتاری را که تحت کنترل مرابطون بود، فتح کنند.